# Wang Meng (peintre)
Pour les articles homonymes, voir Wang (patronyme) et Wang Meng.
Wang Meng (王蒙, v. 1308 — v. 1385) est un peintre chinois de la  fin de la dynastie Yuan (1279–1368). On le considère comme un des « quatre maîtres » de période Yuan, avec Huang Gongwang, Wu Zhen, et Ni Zan.

## Biographie
Wang Meng naît vers 1308 à Wuxing (aujourd'hui Huzhou) dans un milieu lettré. Ses grands-parents maternels, Zhao Mengfu et Guan Daosheng, sont des peintres renommés.
Wang Meng occupe un poste mineur dans l'administration Yuan. Lors des troubles politiques de la fin de la dynastie, il se retire sur ses terres. Sous le premier empereur Ming, il est accusé de conspiration contre l'empereur après s'être rendu à une assemblée de lettrés chez Hu Weiyong. Jeté en prison, il y meurt des suites des mauvais traitements qui lui auront été infligés. Il ne parvient pas à convaincre ses geôliers qu'il était simplement allé admirer la collection de peintures de son ami.

## Style
Le style de Wang Meng  associe la touche énergique et néanmoins très détaillée des éléments du paysage avec une vision plus complexe, plus ambiguë et plus subjective du sujet peint, le tout donnant aux rochers, aux torrents, aux arbres… une forte intensité dramatique. Enfin Wang Meng joue de couches de lavis superposés pour créer des effets d'ombrage. Dans sa manière calligraphique d'employer l'encre les rides en tête de mort (kulou cun), littéralement tête de squelette) ou en face de démon  lui servent à peindre les rochers, comme on peut le constater dans : « Habitation du bois Juqu ». Les rochers qui bordent la rive dans « Habitation du bois Juqu » évoquent ces pierres étranges que les Chinois aisés affectionnent au point d'en faire transporter dans leurs jardins. Semblables aux rochers du lac Tai, « laids, [pleins de] cavités, plissés, percés, maigres », mais cette laideur les lettrés Yuan l'affectionnent. Sur ces lieux où le regard se porte l'artiste pose les points d'encrage de ses lignes de force, avec un tracé appuyé (artères du dragon), par où passe le souffle vital qui anime le corps de la nature. Ainsi il sait ménager dans ses espaces saturés, verticaux, des passages pour les hommes (lettrés toujours là, à peine perceptibles) qui répondent au passage de l'eau et au vide de la vallée, plein du souffle qui s'écoule doucement.
La peinture devient le lieu, sous la dynastie Yuan, où se construit une réflexion sur le paysage comme modèle pour la conception du jardin chinois. Loin de suivre la voie « naturaliste » des peintres de l'Académie, sous les Song, la peinture sous les Yuan lorsqu'elle est marquée par une recherche du goût lettré  se donne pour principe de refléter l'esprit des choses et leur vitalité, non les choses elles-mêmes dans leur apparence.
Le style particulier qu'il a utilisé pour peindre ses paysages sera imité et influencera les peintres qui lui ont succédé, comme Shen Zhou  et jusqu'à Wang Yuanqi (1642-1715)  et même au-delà.

## Œuvres
- Habitation du bois Juqu, 1378, rouleau vertical, encre sur papier, 68,7 × 42,5 cm, Taipei, Musée national du palais.

Commenté dans Yang Xin, Richard M. Barnhart, Nie Chonghzeng, James Cahill, Lang Shaojun, Wu Hung (trad. de l'anglais), Trois mille ans de peinture chinoise, Arles, Philippe Piquier, 2003, 402 p. (ISBN 2-87730-667-4) et Yolaine Escande, L'Art en Chine. La résonance intérieure, Paris, Hermann, 2001, 310 p. (ISBN 2-7056-6424-6), p. 122.
- Image de emménagement de Ge Zhichuan, autour des années 1360, rouleau vertical, encre et couleurs sur papier, 139 x 58 cm, Pékin Musée du Palais.
- En écrivant des livres sous les pins, Wang Meng, feuille d'un double album monté en rouleau vertical, 66,7 × 70,5 cm, Cleveland, Cleveland Museum of Art.
- Le modeste refuge, vers 1370, encre et couleurs sur papier, 136x45 cm, New York, Metropolitan Museum.
- Paysage. petit rouleau mural, 54,4 x 28,3 cm, encre sur papier, Musée de Shanghai.
- Retraite dans les monts Qingbian, 1366, rouleau vertical, encre sur papier, 141 × 42,4 cm, Musée de Shanghai.

Commenté dans Emmanuelle Lesbre et Liu Jianlong, La Peinture chinoise, Paris, Hazan, 2004, 480 p. (ISBN 2-85025-922-5).

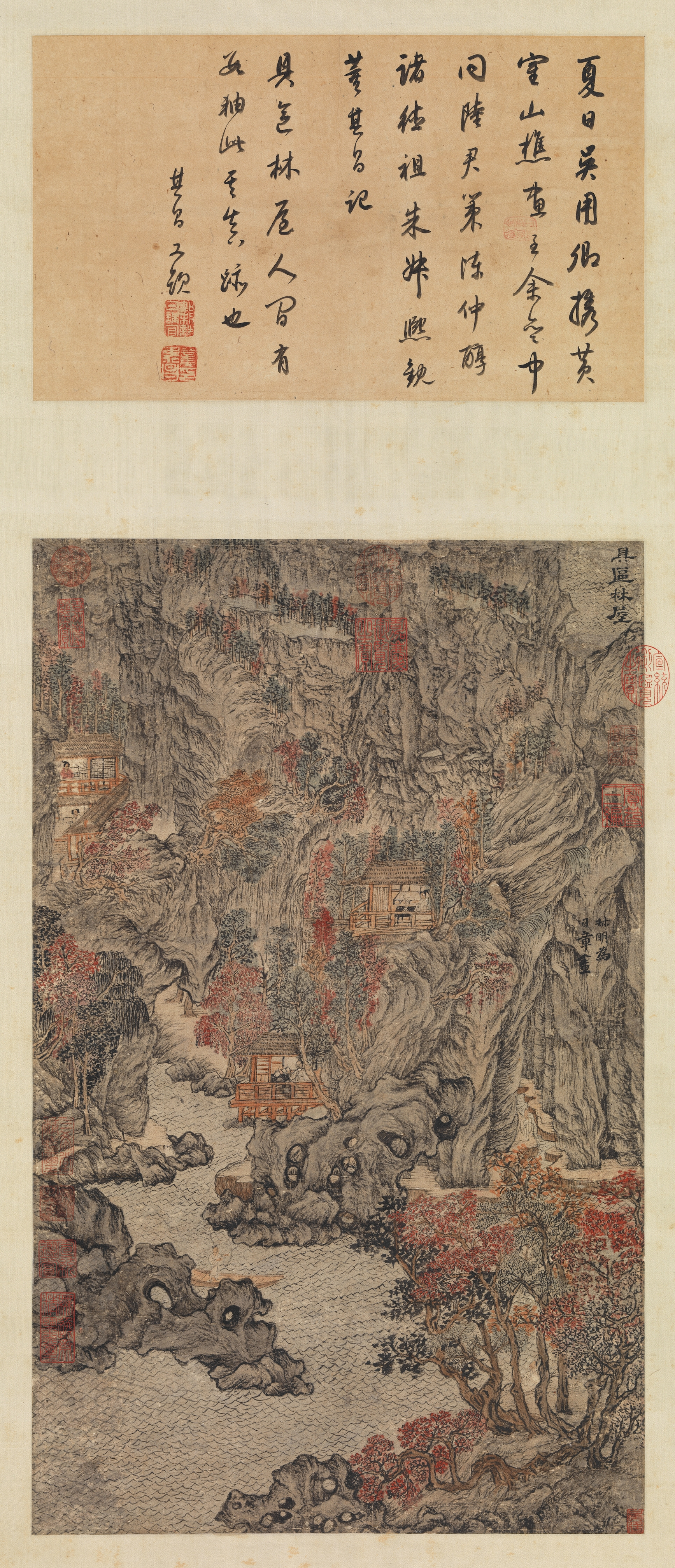
Habitation du bois Juqu, 1378, Musée national du palais.
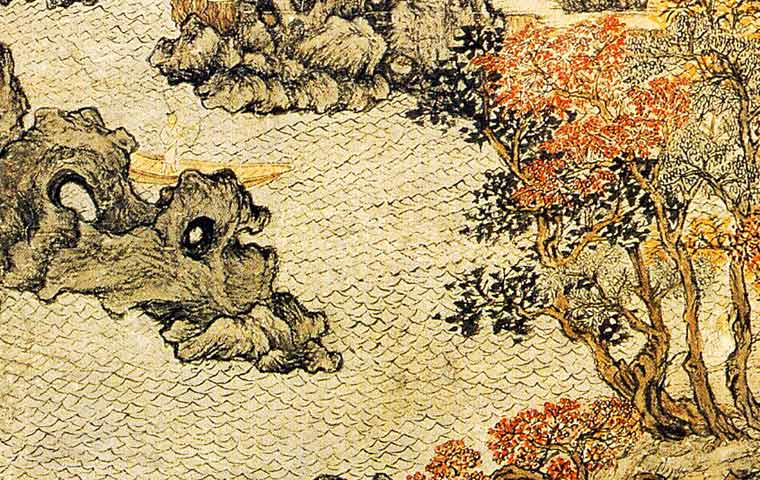
Habitation du bois Juqu, 1378, détail.
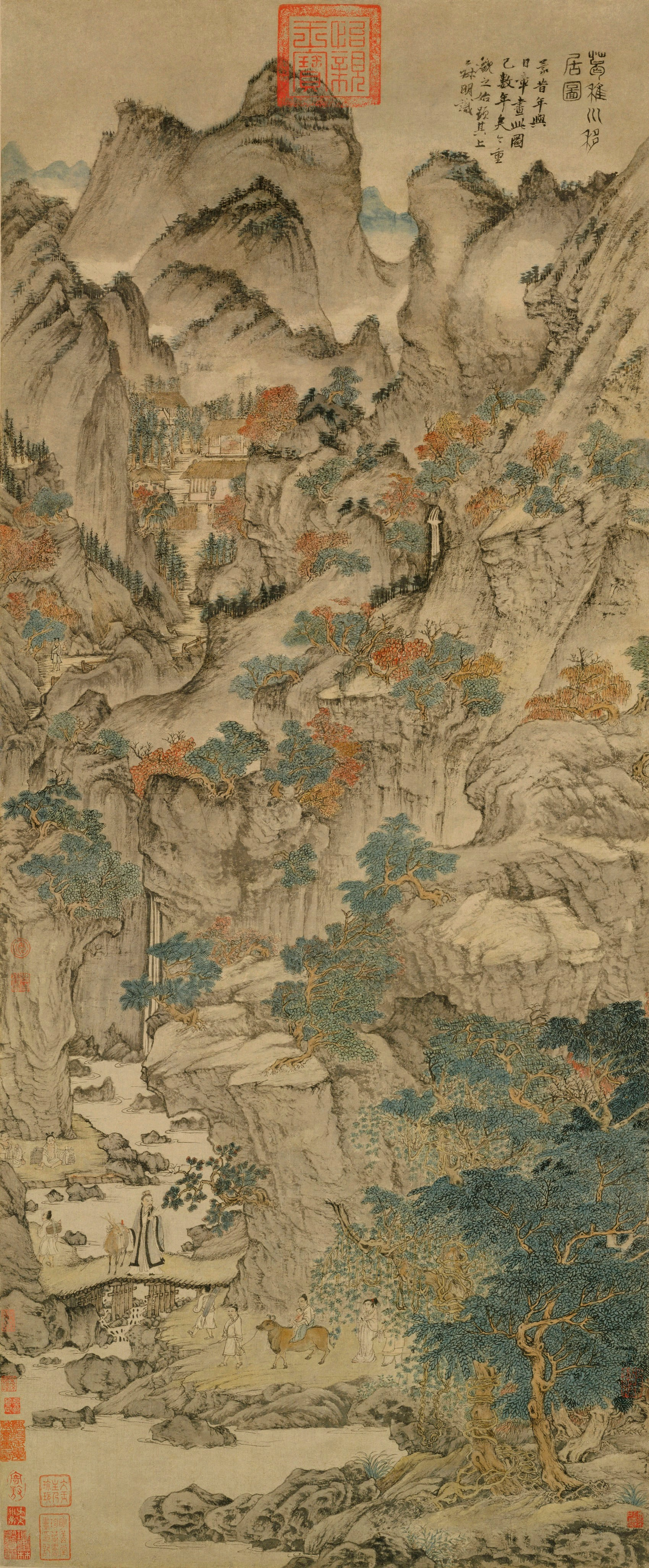
Image de emménagement de Ge Zhichuan,  Musée du Palais.
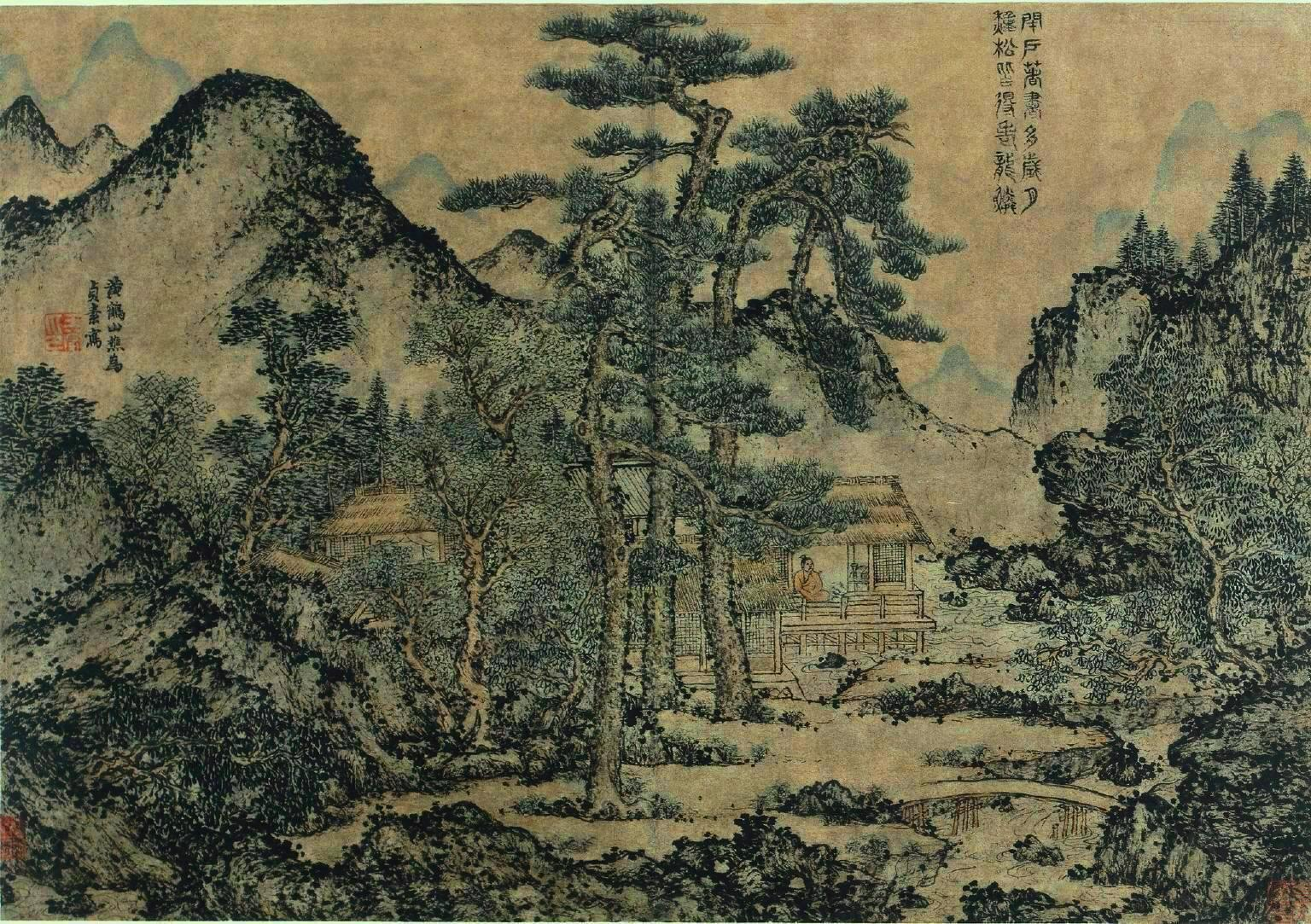
En écrivant des livres sous les pins, Cleveland Museum of Art.
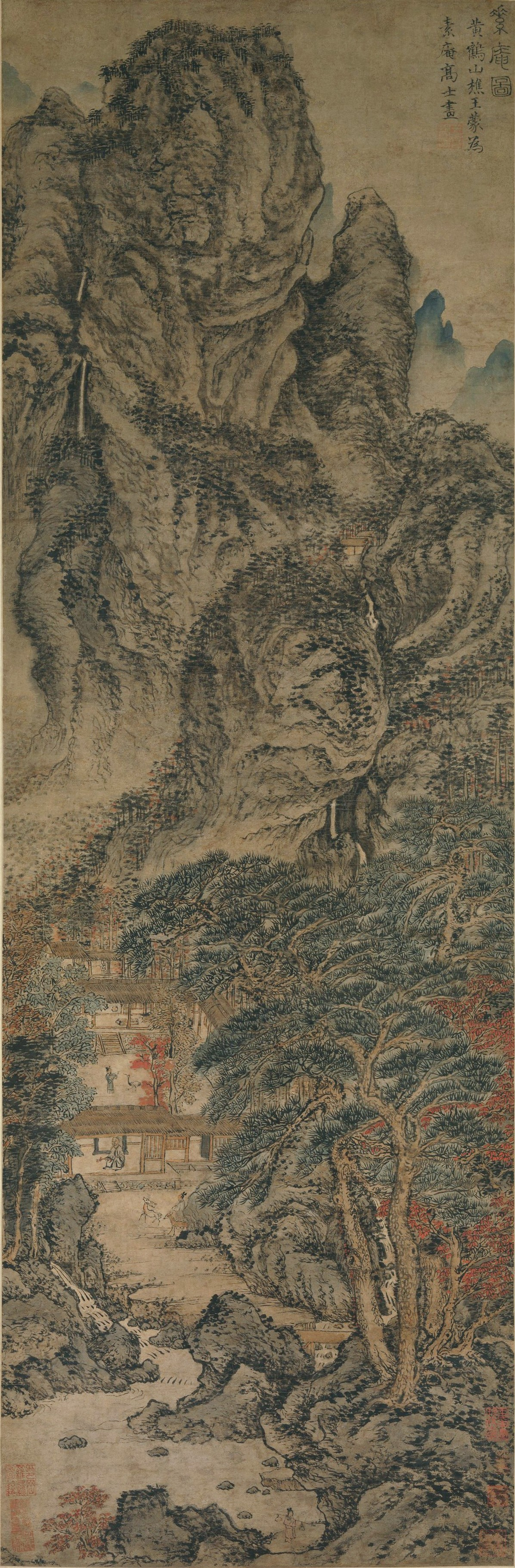
Wang Meng, Le modeste refuge, Metropolitan Museum
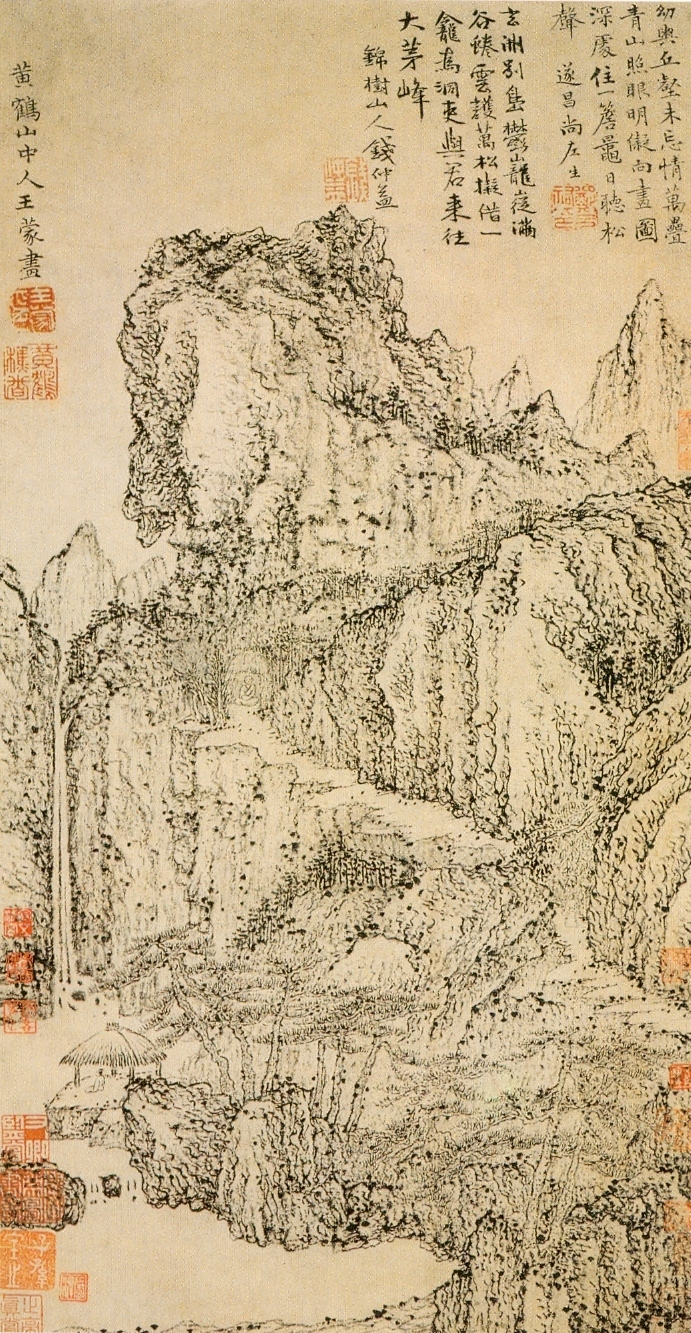
Paysage., Musée de Shanghai.
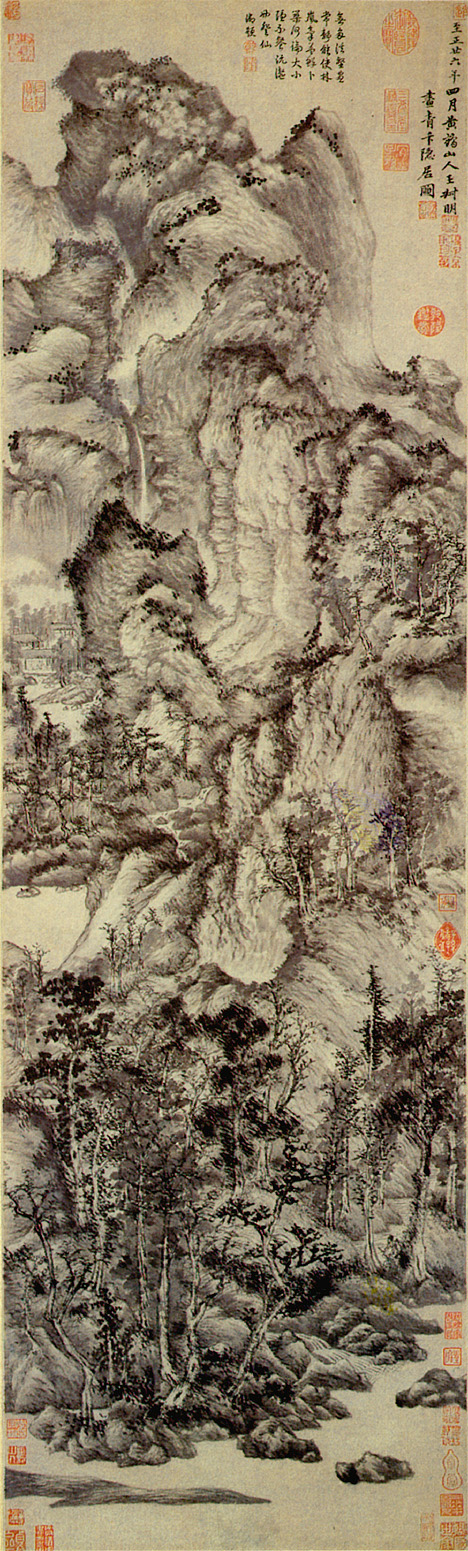
Retraite dans les monts Qingbian, Musée de Shanghai

### Musées
- (fr)  Musée national du palais, National Palace Museum, Taipei. Ancient chinese art. Habiter les forêts Juqu :
- (en) MET museum :
- (en) Cleveland Mus. of Art : .